# Paul Hamburger
Paul Hamburger (* 3. September 1920 in Wien; † 11. April 2004 in London) war ein österreichisch-britischer Pianist und Gründer des Mozart-Quartetts.

## Leben
Paul Hamburger studierte von 1935 bis 1938 an der Staatsakademie Wien, bevor er 1938 nach London emigrierte. Dort konnte er mit einem Stipendium des British Council am Royal College of Music weiterstudieren. Während des Zweiten Weltkriegs wurde er wie viele andere Deutsche auf der Isle of Man interniert. 1948 führte er mit seiner Frau, der Sängerin und Gesangspädagogin Esther Salaman (* 1914; † 2005), eine Tournee durch Südafrika durch. Einspielungen seiner Konzerte wurden im III. Programm der BBC ausgestrahlt. 1952 war er Mitarbeiter von Benjamin Britten. Mit dem Komponisten und Dirigenten Peter Gellhorn arbeitete er auf einer Sommerakademie zusammen. Neben seiner Arbeit als Pianist war er auch als Musikologe tätig und wurde Autor für The Music Survey und The Music Revue. Er wirkte als Lehrer an der Guildhall School of Music und widmete sich vor allem der Förderung junger Künstler.
Hamburger war Träger des Österreichischen Ehrenkreuzes für Wissenschaft und Kunst. Er verstarb im Alter von 83 Jahren in London.